# Orremossarna naturreservat
Orremossarna naturreservat är ett naturreservat i Dals-Eds kommun i Västra Götalands län.
Området är naturskyddat sedan 2024 och är 45 hektar stort. Reservatet ligger väster om Håbol och består av talldominerad skog, med hällmarkstallskog och barrsumpskog, samt helt eller delvis öppna myrmarker.